# Trinitat Nova (métro de Barcelone)
Trinitat Nova est une station terminus des lignes 3, 4 et 11 du métro de Barcelone. Elle est située à Nou Barris, district de Barcelone en Catalogne.

## Situation sur le réseau
Établie en souterrain, la station dispose de deux plateformes distinctes, une plateforme commune aux lignes L4 et L11 et une plateforme spécifique pour la ligne L3. Ces deux plateformes sont organisées sous la forme d'un quai central encadré par deux voies.
Trinitat Nova L4/L11 est un terminus de la ligne L4, avant la station Via Júlia, en direction de La Pau, et un terminus de la ligne L11, avant la station Casa de l'Aigua, en direction de Can Cuiàs. Trinitat Nova L3 est un terminus de la ligne L3, avant la station Roquetes, en direction de Zona Universitària,.

## Histoire
La station est mise en service le 27 octobre 1999, lors de l'extension de la ligne 4 depuis Via Júlia. La station est située dans le complexe des voies de l'atelier et c'est le tunnel d'accès à l'atelier qui est utilisé pour faire le lien depuis Via Júlia.
La station devient le 14 décembre 2003, l'origine de la ligne 11 avec l'ouverture de la ligne jusqu'au terminus Can Cuiàs. C'est la plateforme d'origine, qui dispose d'un quai central entre deux voies, qui est utilisée, chaque ligne utilise l'une des deux voies voies à quai, ce qui facilite les correspondances entre les deux lignes.
La plateforme Trinitat Nova L3 est mise en service le 4 octobre 2008, lors du prolongement de la L3 depuis Canyelles. La nouvelle plateforme est située bas à 30 mètres sous le niveau du sol, elle dispose de deux voies et un quai central de 8 m de large et 100 m de long. Du côté du prolongement futur le tunnel comporte trois voies de garage qui ne sont pas utilisées, les rames en arrêt à quai repartent dans l'autre sens.

## Services aux voyageurs

### Accès et accueil
La station dispose de deux accès, un premier, de plain-pied, rue de la Pedrosa, il dispose d'un hall d'entrée avec billetterie et portillons de contrôle, et un deuxième également de plain-pied, rue d'Aigualblava qui dispose aussi d'un hall d'entrée avec billetterie et portillons de contrôle. Les liaisons entre les halles et les plateformes Trinitat Nova L4/L11 et Trinitat Nova L3, s'effectuent par des escaliers fixes, des escaliers mécaniques et des ascenseurs. La station est accessible aux personnes à mobilité réduite.

### Desserte
Trinitat Nova est desservie par les rames des lignes, L3, L4 et L11 suivant les horaires et tarifs identiques sur l'ensemble des lignes du réseau (voir Horaires et tarification).

Installation et desserte plateforme L4/L11
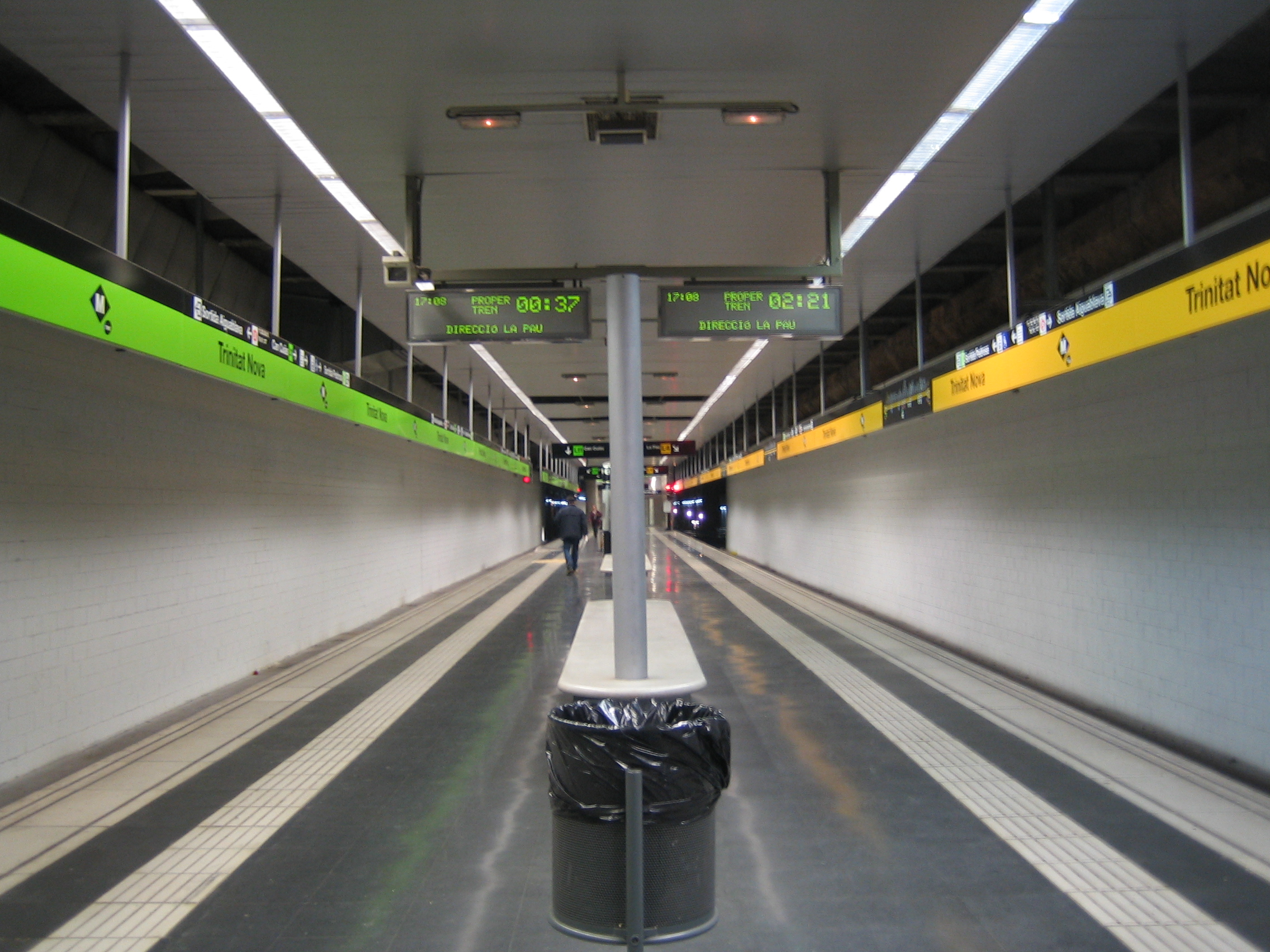
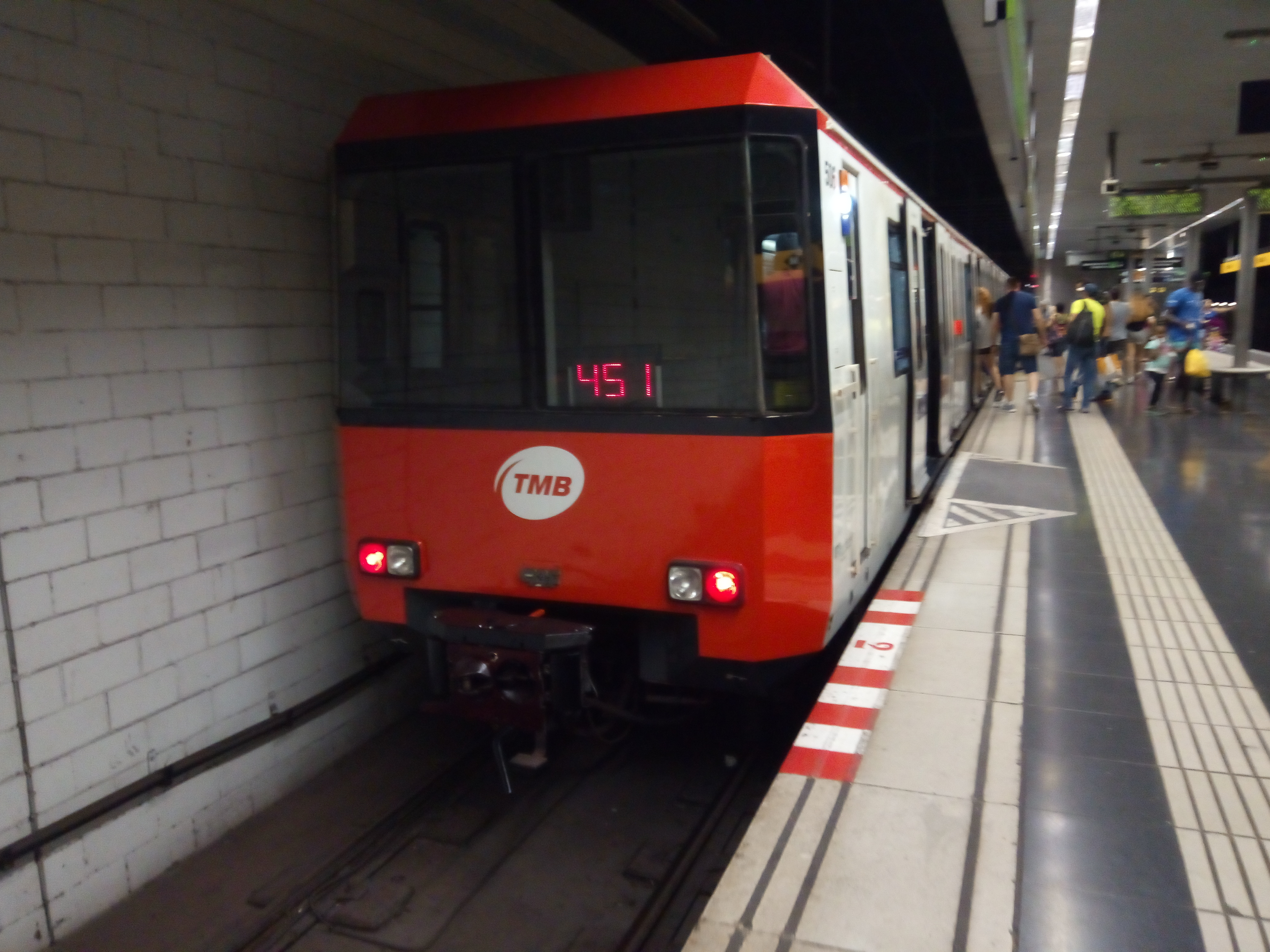
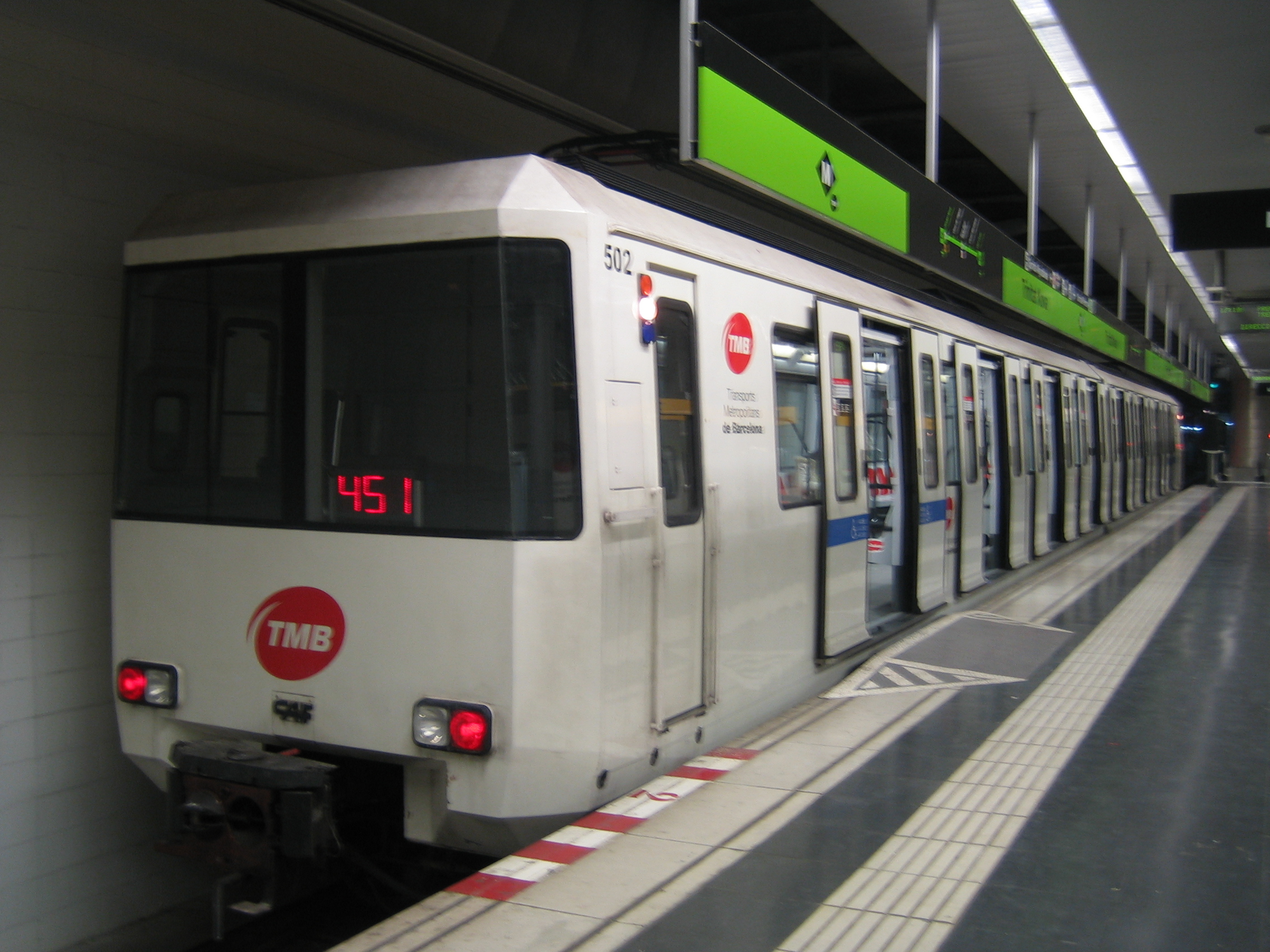

### Intermodalité
L'arrêt de bus, Aiguablava - Pedrosa, est situé à proximité des accès, il est desservi par des bus des lignes : 11, 76, 80, 81, 127, D50, H2, N1, N6 et V29

## À proximité
Le garage-atelier, dénommé Roquetes, des lignes L4 et L11.